# 汪哲宇
汪哲宇（2002年3月18日—）為臺灣男子籃球運動員，場上位置為得分後衛，現效力於台灣職業籃球大聯盟桃園台啤永豐雲豹。

## 早年
汪哲宇出身乙組學校介壽國中，2020年自南湖高中畢業後進入國立臺灣科技大學，選擇放棄就讀國立臺灣師範大學，同年入選U18男籃培訓隊參加菁英盃大專組。2023年9月汪哲宇代表中華臺北參加杭州亞運三對三籃球賽，最終奪取金牌。

## 職業生涯
2024年7月汪哲宇在P. LEAGUE+新人選秀會第三輪被高雄17直播鋼鐵人選中，台灣職業籃球大聯盟新人選秀會首輪第三順位獲得桃園台啤永豐雲豹青睞，而汪哲宇選擇加入桃園台啤永豐雲豹。8月7日，汪哲宇與桃園台啤永豐雲豹完成簽約。

## 外部連結
- 汪哲宇的Instagram帳戶
- 汪哲宇的Threads
- 汪哲宇在fiba3x3.com（英语）
- 汪哲宇在台灣職業籃球大聯盟官網
- 汪哲宇在Eurobasket.com（球員）（英语）
- 汪哲宇在Flashscore（英语）